# Noussou
Ne doit pas être confondu avec Noussoun.
Noussou est une localité située dans le département de Yako de la province du Passoré dans la région Nord au Burkina Faso.

## Géographie
Noussou se trouve à environ 23 km au sud-ouest du centre de Yako, le chef-lieu de la province, et à 4 km au sud-ouest de Tindila sur la route menant à Toéssin (dans le département voisin de Samba).

## Santé et éducation
Le centre de soins le plus proche de Noussou est le centre de santé et de promotion sociale (CSPS) de Tindila tandis que le centre médical avec antenne chirurgicale (CMA) de la province se trouve à Yako.